# Emirat de Daura
Daura fou un emirat històric de Nigèria i avui dia un emirat tradicional de l'estat de Katsina.

## Història
Daura fou un dels set grans estats hausses junt amb Biram, Kano, Katsina, Zazzau, Gobir, and Rano; el seu territori s'estenia a l'altra banda de les fronteres de l'actual Nigèria cap a Níger. La ciutat de Daura es va convertir en un centre de les caravanes de sal i potassa des del desert del Sàhara i per esclaus, cuir i productes agrícoles des del sud; però mai va guanyar la preeminència política o militar de Katsina (a 79 quilòmetres a l'oest) o de Kano (117 quilòmetres al sud).
A Daura la gihad de la guerra fulani va arribar el 1805, quan Malam Ishaku, un guerrer fulani, després d'un setge reeixit, va establir la seu d'un emirat a Daura. Mentre que emirs fulani regnaven a Daura, reis haussa rivals es van establir a prop, a Daure-Zango (Zango) i a Daure-Baure (Baure). Zango (fundada el 1825) va ser el més prominent regne Haussa-Daura, i el 1903-1904, després que els britànics i francesos s'havien repartit les tres entitats polítiques de Daura, els britànics van instal·lar al rei de Zango, Malam Musa, com el nou emir de Daura.
Després de la independència de Nigèria fou part de l'antic estat Nord-Central i després de 1967 l'emirat tradicional es va incorporar a l'estat de Kaduna, el 1976. Es va convertir en part de l'estat de Katsina recent creat, a finals de 1980.

## Emirs

### Sarkin Daura
- .... - .... Hazo Allah Sarki
- .... - .... Dango
- .... - .... Bawan Allah
- .... - .... Khalifa
- .... - .... Tsoho dan Khalifa
- .... - 1798 Jirro dan Tsoho
- 1798 - 1806 `Abdu dan Tsoho "Sarkin Gwari" (d. 1806)

### Emirs de Daura, a Daura
- 1806 - 1830 Malam Ishaqu ibn Malam `Isa
- 1830 - 1836 Yusufu ibn Malam `Isa
- 1836 - 1837 Muhamman Sani ibn Malam `Isa
- 1837 Zubayru ibn Malam Ishaqu
- 1837 - 1868 Muhamman Bello ibn Malam Ishaqu
- 1868 - 1876 Muhamman Altine ibn Muhamman Bello
- 1876 - 1906 Muhamman Mai Gurdo ibn Muhamman Bello
- 1906 Sogiji ibn Muhamman Mai Gurdo
- 1906 Murnay ibn Muhamman Bello
- 1906 Dan Kanyo -Regent
- 1906 Regents: Malam Bawa i Na'inkali

### Emirs de Daura a Zango
- 1809 - 1825 Abdu dan Tsoho "Sarkin Gwari"
- 1825 - 1855 Lukudi Sulaymanu dan Tsoho
- 1846 Muhamman Kyenkyere dan Abdu (en rebel·lió a Kuyukuku)
- 1855 - 1861 Nuhu dan Lukudi
- 1861 - 1864 Muhamman Sha dan `Abdu
- 1864 - 1871 Haruna dan Lukudi
- 1871 - 1877 Dan Aro dan `Abdu
- 1877 - 1884 Tafida dan Nuhu (primera vegada)
- 1884 - 1886 Sulaymanu dan Dan Aro
- 1886 - 1891 Yusufu dan Lukudi
- 1891 - 1904 Tafida dan Nuhu (segona vegada)
- 1904 - 1906 Malam Musa dan Nuhu

### Emirs de Daura a Baure
- 1826? Dan Shufini dan Khalifa
- 18.. - 1847 Tsoho dan Dan Shufini
- 1847 - 1850 Habu dan Tsoho (primera vegada)
- 1850 - 1854 Jibo dan Tsoho (primera vegada)
- 1854 - 1859 Habu dan Tsoho (segona vegada)
- 1859 - 1865 Jibo dan Tsoho (segona vegada)
- 1865 - 1874 Ali dan Tsoho (primera vegada)
- 1874 - 1887 Zakari dan Habu (primera vegada)
- 1887 - 1888 Muhamman Kalgaba dan Tsoho
- 1888 - 1890 Ali dan Tsoho (segona vegada)
- 1890 - 1894 Zakari dan Habu (segona vegada)
- 1894 - 1903 Abdu dan Habu
- 1903 - 1906 Khaliru dan Tsoho

### Emir de Daura a Magaria
- 183. - 1840 Kitari dan Khalifa (separat de Baure)
- 1840 - 1850 Masallaci dan Kitari
- 1850 A Baure

### Emirat reunificat de Daura
- 1906 - 1911 Malam Musa dan Nuhu (de Zango)
- 1911 - 1966 Abd ar-Rahman dan Musa
- 1966 - 2007 Muhammadu Bashar dan `Umaru
- 2007 - Umar Faruq dan Umar